# Reichswerke Hermann Göring
La Reichswerke Hermann Göring, o in modo più esteso Reichswerke Aktiengesellschaft für Erzbergbau und Eisenhütten "Hermann Göring" è stata una società della Germania nazista attiva nel settore della produzione dell'acciaio a fini militari che si espanse con sue società affiliate anche nei territori occupati.

## Storia

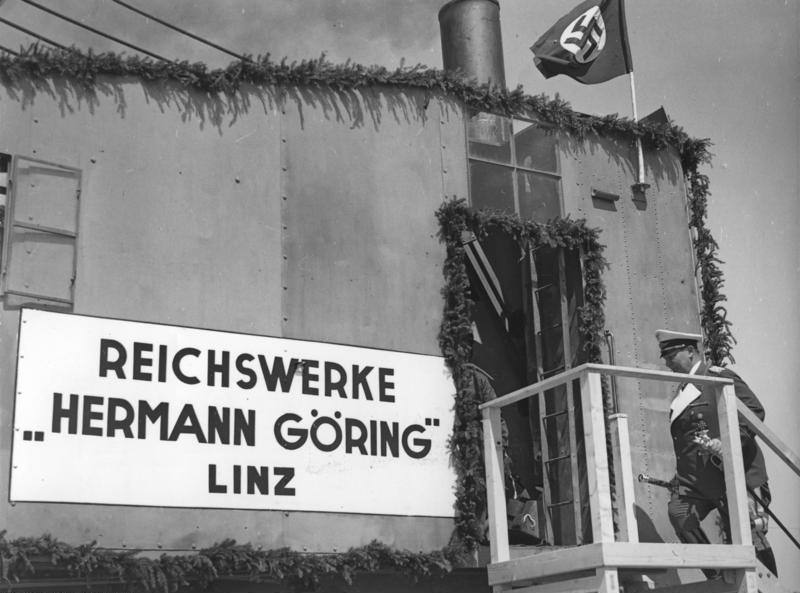
Hermann Göring in un momento dell'inaugurazione della sede dell'azienda a Linz

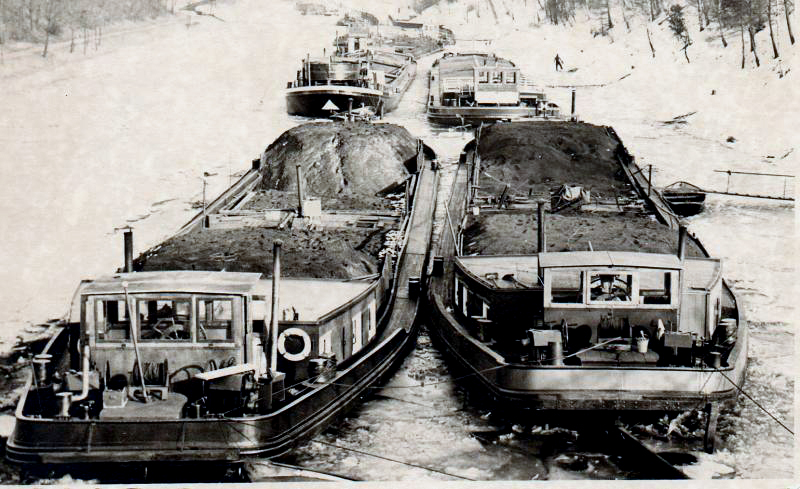
Due chiatte Göring al traino

La fabbrica, o più precisamente il conglomerato industriale, venne fondato dal Maresciallo del Reich Hermann Göring con lo scopo di controllare le attività estrattive dei metalli sino alle acciaierie finalizzate alla produzione di materiale bellico e per i trasporti. Fu fondata nel luglio 1937, a Salzgitter, dove era già presente attività estrattiva controllata da privati per portarla sotto la proprietà dello Stato. Göring stesso supervisionò la Reichswerke senza tuttavia possederla e senza trarne direttamente profitto, anche se a volte prelevò denaro dalle sue casse per uso personale. Quando scoppiò la seconda guerra mondiale fu Adolf Hitler che confermò Hermann Göring nel suo ruolo di mobilitazione delle risorse economiche per le esigenze belliche. Con queste nuove responsabilità Göring assunse anche il controllo della produzione nelle aree occupate e iniziò il così anche il saccheggiamento delle scorte che trovò. Lo strumento principale per lo sfruttamento industriale fu il conglomerato statale che era stato fondato nel 1937 e che inizialmente sfruttava i minerali di ferro nazionali di bassa qualità della Germania. L'azienda crebbe rapidamente superando il suo incarico iniziale e Göring la usò come mezzo per acquisire altre risorse industriali di cui lo Stato aveva bisogno per la preparazione militare, o per creare nuove aziende statali.
Nelle fabbriche controllate vennero impiegati anche molti prigionieri dei campi di concentramento che vi dovevano svolgere lavori forzati. Ad esempio un sottocampo del campo di concentramento di Mauthausen era impiegato nelle acciaierie. La Reichswerke Hemann Göring a Linz divenne VÖEST. Dopo la fine della guerra divenne nota come Voestalpine.
Tra i responsabili e collaboratori un ruolo di rilievo lo ricoprì Paul Pleiger, imprenditore e dirigente aziendale tedesco che fu amministratore delegato della Reichswerke Hermann Göring sin dal 1937 e divenne presidente del suo consiglio di sorveglianza nel 1942. Fu condannato per crimini di guerra e crimini contro l'umanità dal tribunale militare di Norimberga e condannato a quindici anni di reclusione.

## Descrizione
Le sedi produttive si estesero in molti Paesi.
Dopo L'Anschluss ebbe accesso diretto alle risorse dell'Austria e fu Linz la sede principale in quel Paese. La sua attività si estese poi in Cecoslovacchia, nei Sudeti, alle miniere di carbone in Polonia e in altre sedi.